# Christina Regina Hellwig
Christina Regina Hellwig, geborene Christina Regina Kratzenstein, (* um 1666; † nach 1688) war eine deutsche Alchemistin.

## Leben
Hellwig war die Tochter von Heinrich Kratzenstein (1629–1705), der Lehrer am Lyzeum in Merseburg war und zuletzt evangelischer Pastor und Rektor in Erfurt. Um 1688 heiratete sie in Weißensee den Arzt Christoph Hellwig (* 1663 in Kölleda, gestorben in Erfurt 1721).
Nach Christian Friedrich Harleß war sie für ihre Kenntnisse in pharmazeutischer Chemie, Medizin und auch Alchemie bekannt. Sie war auch eine Dichterin und gute Klavierspielerin.